# Canton de Pontaumur
Le canton de Pontaumur est une ancienne division administrative française située dans le département du Puy-de-Dôme en région Auvergne. Il a été supprimé en 2015 à la suite du redécoupage des cantons du département.

## Géographie
Ce canton est organisé autour de Pontaumur dans l'arrondissement de Riom. Son altitude varie de 500 m (Miremont) à 856 m (Saint-Hilaire-les-Monges) pour une altitude moyenne de 690 m.

## Histoire
- De 1833 à 1848, les cantons de Pontaumur et de Pontgibaud avaient le même conseiller général. Le nombre de conseillers généraux était limité à 30 par département[1].
- Les redécoupages des arrondissements intervenus en 1926 et 1942 n'ont pas affecté le canton de Pontaumur.
- Le canton a été supprimé en 2015 à la suite du redécoupage des cantons du Puy-de-Dôme, appliqué le 25 février 2014 par décret : les 16 communes intègrent le nouveau canton de Saint-Ours[2].

## Représentation

### Conseillers généraux de 1833 à 2015
| Période | Période      | Identité                                         | Étiquette    | Qualité                                                                |
| ------- | ------------ | ------------------------------------------------ | ------------ | ---------------------------------------------------------------------- |
| 1833    | 1848         | Mathieu de Combarel de Leyval                    | Bonapartiste | Député (1839-1851)                                                     |
| 1848    | 1864         | Charles Jacques Martinat de Chaumont (1800-1866) |              | Propriétaire du château de Landogne, conseiller d'arrondissement       |
| 1864    | 1889         | Paul Chauvassaignes                              | Républicain  | Inspecteur divisionnaire des Télégraphes                               |
| 1889    | 1907 (décès) | Pierre Philippe Petit                            | Rad.         | Notaire                                                                |
| 1907    | 1937         | Eugène Chassaing                                 | Rad.         | Propriétaire à Pontaumur                                               |
| 1937    | 1940         | Joseph Labas                                     | Rad.         | Vétérinaire Maire de Giat Nommé conseiller départemental en 1942       |
|         |              |                                                  |              |                                                                        |
| 1945    | 1958         | Joseph Labas                                     | Rad.-RGR     | Vétérinaire Maire de Giat                                              |
| 1958    | 1970         | Paul Chassaing                                   | RI           | Notaire Maire de Pontaumur                                             |
| 1970    | 1994         | Jean Mouton                                      | PS           | Contrôleur des travaux publics de l'État Maire de Condat-en-Combraille |
| 1994    | 2015         | Maurice Battut                                   | PS puis DVG  | Boulanger-pâtissier Maire de Villossanges (1981-2006)                  |

### Conseillers d'arrondissement (de 1833 à 1940)
| Période                                  | Période      | Identité                             | Étiquette | Qualité |
| ---------------------------------------- | ------------ | ------------------------------------ | --------- | --- |
| 1833                                     | 1848         | Charles Jacques Martinat de Chaumont |           | Propriétaire à Pontaumur                                                                                    |
| 1848                                     | 1866         | Marien-Anne de Paunevert             |           | Notaire à Condat-en-Combraille                                                                              |
| 1866                                     | 1871         | Simon-Horace Villard                 |           | Maire de Pontaumur, juge de paix                                                                            |
| 1871                                     | 1877         | François-Gilbert-Émile Alleyrat      |           | Notaire, maire de Fernoël                                                                                   |
| 1877                                     | 1892         | Louis Calonet                        |           | Notaire à Montel-de-Gelat                                                                                   |
| 1892                                     | 1910         | Pierre-Mamert Bacconnet              |           | Notaire à Giat                                                                                              |
| 1910                                     | 1919 (décès) | Léon Boulaud (1873-1919)             |           | Médecin inspecteur des enfants du premier âge à Pontaumur                                                   |
| 1919                                     | 1922         | Sylvestre-Barthélemy Villedieu       |           | Marchand de bestiaux, boucher, maire de Giat                                                                |
| 1922                                     | 1934         | Jean Pacaud                          |           | Agriculteur à Condat-en-Combraille                                                                          |
| 1934                                     | 1940         | Alfred Ratelade (1887-1974)          | PAPF      | Agriculteur exploitant à Fernoël                                                                            |
| 1940                                     |              |                                      |           | Les conseils d'arrondissement ont été suspendus par la loi du 12 octobre 1940 et n'ont jamais été réactivés |
| Les données manquantes sont à compléter. |              |                                      |           | |

## Composition
Le canton de Pontaumur groupait 16 communes et comptait 4 656 habitants en 2012 (population municipale).
| Nom                      | Code Insee | Intercommunalité                   | Population (dernière pop. légale) |
| ------------------------ | ---------- | ---------------------------------- | --------------------------------- |
| Pontaumur (chef-lieu)    | 63283      | CC Chavanon Combrailles et Volcans | 714 (2013)                        |
| La Celle                 | 63064      | CC Chavanon Combrailles et Volcans | 84 (2014)                         |
| Combrailles              | 63115      | CC Chavanon Combrailles et Volcans | 220 (2014)                        |
| Condat-en-Combraille     | 63118      | CC Chavanon Combrailles et Volcans | 445 (2014)                        |
| Fernoël                  | 63159      | CC Chavanon Combrailles et Volcans | 129 (2014)                        |
| Giat                     | 63165      | CC Chavanon Combrailles et Volcans | 836 (2014)                        |
| Landogne                 | 63186      | CC Chavanon Combrailles et Volcans | 241 (2014)                        |
| Miremont                 | 63228      | CC Chavanon Combrailles et Volcans | 308 (2014)                        |
| Montel-de-Gelat          | 63237      | CC Chavanon Combrailles et Volcans | 454 (2014)                        |
| Puy-Saint-Gulmier        | 63292      | CC Chavanon Combrailles et Volcans | 150 (2014)                        |
| Saint-Avit               | 63320      | CC Chavanon Combrailles et Volcans | 248 (2014)                        |
| Saint-Étienne-des-Champs | 63339      | CC Chavanon Combrailles et Volcans | 143 (2014)                        |
| Saint-Hilaire-les-Monges | 63359      | CC Chavanon Combrailles et Volcans | 100 (2014)                        |
| Tralaigues               | 63436      | CC Chavanon Combrailles et Volcans | 92 (2014)                         |
| Villossanges             | 63460      | CC Chavanon Combrailles et Volcans | 321 (2014)                        |
| Voingt                   | 63467      | CC Chavanon Combrailles et Volcans | 43 (2014)                         |

## Démographie
| 1962  | 1968  | 1975  | 1982  | 1990  | 1999  | 2006  | 2011  | 2012  |
| ----- | ----- | ----- | ----- | ----- | ----- | ----- | ----- | ----- |
| 7 551 | 7 163 | 6 494 | 5 951 | 5 491 | 4 945 | 4 824 | 4 727 | 4 656 |